# Franklin Vicente
Franklin William Vicente (San Paolo, 12 giugno 1989) è un ex calciatore brasiliano, di ruolo attaccante.